# Blaincourt-lès-Précy
Blaincourt-lès-Précy település Franciaországban, Oise megyében. Lakosainak száma 1187 fő (2022. január 1.). Blaincourt-lès-Précy Cires-lès-Mello, Crouy-en-Thelle, Ercuis, Maysel, Précy-sur-Oise, Saint-Leu-d’Esserent és Villers-sous-Saint-Leu községekkel határos.

## Népesség
A település népességének változása:
| Lakosok száma | 1197 | 1193 | 1228 | 1190 | 1187 | 1185 | 1191 | 1193 | 1187 |
|               | 2013 | 2015 | 2016 | 2017 | 2018 | 2019 | 2020 | 2021 | 2022 |